# Заход на посадку

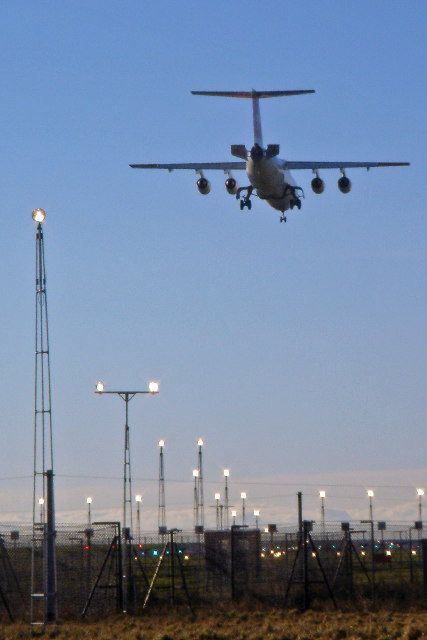
Avro RJ заходит на посадку в Манчестерском аэропорту.

Заход на посадку — один из заключительных этапов полета воздушного судна, непосредственно предшествующий посадке. Обеспечивает выведение воздушного судна на траекторию, которая является предпосадочной прямой (глиссадой), ведущей к точке приземления.
Заход на посадку может осуществляться как с использованием радионавигационного оборудования (и называется в таком случае заходом на посадку по приборам), так и визуально, при котором ориентирование осуществляется экипажем по естественной линии горизонта, наблюдаемой ВПП и другим ориентирам на местности. В последнем случае заход может называться визуальным (ВЗП), если является продолжением полета по ППП (правила полётов по приборам) или заходом ПВП, если является продолжением полета по ПВП (правила визуальных полётов).

## Заход на посадку по приборам
Заход на посадку по приборам осуществляется экипажем воздушного судна с использованием бортового радионавигационного оборудования (или аэродромного радионавигационного оборудования). Основной задачей захода на посадку по приборам является обеспечение безопасности посадки в метеорологических условиях, не обеспечивающих безопасного визуального захода. Несмотря на то, что визуальный заход является более экономичным с точки зрения расхода топлива, его выбор остается на усмотрение экипажа и службы организации воздушного движения, которые могут руководствоваться не только соответствием текущей погоды метеоминимумам, но и требованиям обеспечения одновременного безопасного захода нескольких воздушных судов, то есть обеспечения требований эшелонирования.
Заходы на посадку по приборам могут быть выполнены с использованием различных наборов радионавигационного оборудования. Они подразделяются на точные и неточные.

### Точный заход на посадку по приборам
Точные заходы на посадку осуществляются с использованием точного наведения как по горизонтали (бокового наведения), так и по вертикали, при которых у экипажа воздушного судна имеются сведения об отклонении как от курса посадки, так и от глиссады.
К точным заходам на посадку по приборам относятся, например, заходы по:
- КГС — система инструментального захода на посадку
  - Микроволновая КГС — система инструментального захода на посадку микроволнового диапазона
- Наземная система функционального дополнения — система посадки наземной системы функционального дополнения
- РСП — радиолокационная система посадки, также известная как ПРЛ (посадочный радиолокатор);
- РСП+ОСП (радиолокационная система посадки с контролем по оборудованию системы посадки, то есть комплексу ПРС)

### Категории заходов на посадку поКГС
Согласно ФАП:
- категория I — точный заход на посадку и посадка по приборам с относительной высотой принятия решения не менее 60 м и либо при видимости не менее 800 м, либо при дальности видимости на ВПП не менее 550 м;
- категория II — точный заход на посадку и посадка по приборам с относительной высотой принятия решения менее 60 м, но не менее 30 м, и при дальности видимости на ВПП не менее 300 м;
- категория IIIA — точный заход на посадку и посадка по приборам с относительной высотой принятия решения менее 30 м или без ограничения по относительной высоте принятия решения и при дальности видимости на ВПП не менее 175 м;
- категория IIIB — точный заход на посадку и посадка по приборам с относительной высотой принятия решения менее 15 м или без ограничения по относительной высоте принятия решения и при дальности видимости на ВПП менее 175 м, но не менее 50 м;
- категория IIIC — точный заход на посадку и посадка по приборам без ограничений по относительной высоте принятия решения и дальности видимости на ВПП.

### Неточный заход на посадку по приборам
Заходы на посадку с использованием бокового наведения, но без использования вертикального наведения.
К неточным системам посадки относятся:
- ОСП (оборудование системы посадки) — комплекс из двух приводных радиостанций (ПРС), включающий в себя для каждого курса посадки по две ПРС — дальний приводной радиомаяк (ДПРМ), приблизительно в 4000 м от торца ВПП, и ближний приводной радиомаяк (БПРМ)[4], приблизительно в 1000 м от торца ВПП. Каждое направление посадки имеет особенные позывные ДПРМ и БПРМ; как правило, однобуквенный позывной БПРМ — первая буква позывного парного ДПРМ.
- ОСП+ОРЛ-А — оборудование системы посадки с контролем по обзорному радиолокатору.
- ОПРС — с использованием отдельной приводной радиостанции (ОПРС).
- VOR/DME — с использованием оборудования всенаправленных дальномерного и азимутального радиомаяков.

Значения посадочных метеоминимумов для неточной посадки указываются в аэронавигационных сборниках для каждого конкретного аэродрома и конкретного класса воздушного судна. Типичные значения находятся в пределах: видимость 1500—2000 м, высота нижней границы облаков 110—130 м.

## Визуальный заход
Визуальный заход на посадку осуществляется без использования радионавигационных приборов, ориентировка осуществляется лишь по естественной линии горизонта, наблюдаемой ВПП и другим ориентирам. Тем не менее, визуальный заход, как правило, осуществляется по схемам, определенным инструкцией по производству полетов и опубликованных в сборниках аэронавигационной информации.
Визуальный заход разрешается органами ОВД после установления визуального контакта с полосой и вхождения воздушного судна в зону визуального маневрирования.
Значения метеоминимумов для визуального захода на посадку указываются в аэронавигационных сборниках для каждого конкретного аэродрома и конкретного класса воздушного судна. Такие минимумы рассчитываются по специальным методикам в зависимости от наличия искусственных (телевышки, мачты, высокие здания и т. п.) и естественных (возвышенности) препятствий вблизи аэродрома, скорости захода воздушного судна на посадку. Типичные значения таковы:
- визуальный заход на посадку для самолётов 4 класса (Ан-2 и им подобные) и вертолётов всех типов — видимость 2000—3000 м, высота нижней границы облаков 150—300 м;
- визуальный заход на посадку для самолётов 1, 2, 3 класса (Ан-24 и все более тяжёлые) — видимость 5000 м, высота нижней границы облаков 500 м.[5]

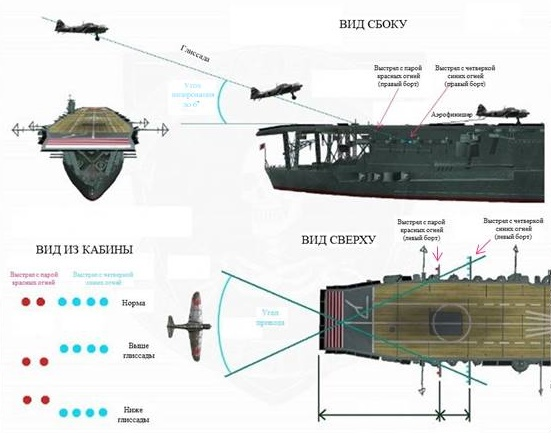
Оптическая система посадки на авианосец

С середины 20 века на авианосцах используются специальные оптические системы посадки. Первой подобную систему разработала Япония в 1930-е годы, и единственная в мире использовала её во время второй мировой войны. В других странах подобные системы появились в послевоенное время .

## Прерванный заход на посадку
Прерванный заход на посадку, известный также как уход на второй круг — манёвр, выполняемый при невозможности безопасного выполнения посадки. Решение об уходе на второй круг выполняется на предпосадочной прямой, до пересечения высоты принятия решения.